# Lion-sur-Mer
Lion-sur-Mer é uma comuna francesa na região administrativa da Normandia, no departamento Calvados. Estende-se por uma área de 4,75 km². Em 2010 a comuna tinha 2 538 habitantes (densidade: 534,3 hab./km²).